# Wereldkampioenschap dammen 2003 (match)
De match om het wereldkampioenschap dammen 2003 werd van 10 t/m 29 maart 2003 in Izjevsk en Oefa gespeeld door titelverdediger Aleksej Tsjizjov en de winnaar van het kandidatentoernooi 2002 Aleksandr Georgiejev. 
De match werd gespeeld in de vorm van sets. 
Georgiejev leidde na 4 sets met 3-1 en had daarmee de match (en zijn eerste wereldtitel) al gewonnen. 
Desondanks werd een 5e set gespeeld die Georgiejev ook won waarmee hij de uitslag van de match bepaalde op 4-1. 